# 小行星2189
小行星2189（2189 Zaragoza）是一颗围绕太阳公转的小行星。1975年8月30日，菲利克斯·阿吉拉爾天文台在圣胡安省发现了此天体。
該小行星以菲利克斯·阿吉拉爾天文台成員奧爾多·薩拉戈薩（Aldo Zaragoza）命名。
这颗小行星的绝对星等为217.48160等。